# Otter Tail River
Der Otter Tail River ist ein Fluss inmitten des US-Bundesstaates Minnesota. Er entspringt im Clearwater County in der Nähe von Bemidji. Er durchfließt dann eine Reihe von Seen und Städten in Minnesota. Dazu gehören Elbow Lake, Many Point Lake, Chippewa Lake, Height of Land Lake, Frazee, Little Pine Lake, Big Pine Lake, Rush Lake, Otter Tail Lake und Ottertail, West Lost Lake, Fergus Falls und Orwell Lake. Er bildet gemeinsam mit dem Bois de Sioux River nach deren Zusammenfluss den Red River of the North.